# عنقود الطلقة
يتكون عنقود الطلقة أو 1E 0657-558 (بالإنجليزية: Bullet Cluster) من عنقودي مجرات مصطدمين. وعلي وجه التحديد، يشير عنقود الطلقة إلى عنقود المجرات الصغير (يمين) الذي يتحرك وينطلق من العنقود الكبير (يسار). يبلغ بعد هذا الاصتدام عنا نحو 7و3 مليار سنة ضوئية.
جرت مشاهدات على عنقود الطلقة بواسطة عدسات الجاذبية ويقول الباحثون القائمون عليها إلى أن المشاهدات هي خير دليل على وجود مادة مظلمة.
كما ترجح مشاهدات لاصتدام عناقيد مجرات أخرى، مثل ماكس J0025.4-1222 أيضا وجود المادة المظلمة.

## نظرة عامة
المكونات الرئيسة لتصادم عنقودي المجرات - النجوم والغاز والمادة المظلمة المفترضة - تتفاعل بطرق مختلفة أثناء الاصتدام، مما يتيح الفرصة لدراسة كل منهم على حدة. فلم تتأثر النجوم في المجرتين كثيرا من الاصتدام لأن المسافات بين النجوم كبيرة جدا، ومعظمهم عبر خلال الآخر بسهولة مع شيء من الإبطاء بسبب الجاذبية. والغاز الساخن الذي يرى خلال التصادم عن طريق اشعاعه لأشعة إكس، يشكل معظم المادة العادية في عنقودي المجرتين. يتفاعل الغاز بتأثير الكهرومغناطيسية، مما يجعل الغاز يتحرك أكثر بطءا من حركة النجوم. والمكون الثالث، وهو المادة المظلمة، فقد اكتشف تأثيرها بواسطة قياسها بعدسات الجاذبية الموجودة في الفضاء. طبقا للحسابات النظرية من دون مادة مظلمة، مثل ديناميكا نيوتن المعدلة (MOND)، فيكون من المتوقع أن يتبع التأثير العدسي المادة المعتادة. ولكن وجد أن التأثير العدسي كان شديدا في المنطقتين المنفصلتين بالقرب من المجرتين المرئيتين.
هذا يرجح فكرة أن معظم الكتلة في عنقودي المجرات ي في الواقع مقسمة إلى منطقتين للمادة المظلمة، التي تسابق منطقتي الغاز أثناء الاصتدام. وهذا يتفق مع ما هو متوقع من المادة المظلمة، حيث أنها تتفاعل بطريقة أضعف من التفاعل بواسطة الجاذبية.
إن عنقود الطلقة هو واحد من أشد عناقيد المجرات سخونة. وهو يبين حدودا مرئية لنماذج فلكية تختلف عن بعضها البعض بسبب درجات حرارة عالية، تكون أعلى من المتوقع لعناقيد المجرات. وكما نشاهده من الأرض، نجد ان العنقود المجري الصغير يمر عبر مركز المجرة الكبرى قبل نحو 100 مليون سنة مضت، مشكلا أمامه موجة صدمية تقع على يمين العنقود وهو كغاز في درجة حرارة 70 مليون درجة مئوية في العنقود الصغير المنطلقة عبر غاز العنقود الكبير الذي تبلغ درجة حرارته 100 مليون درجة مئوية بسرعة تبلغ نحو 9 ملايين كيلومتر في الساعة.
تلك الطاقة الهائلة الناتجة من الاصتدام تعادل طاقة 10 نجوم زائفة.

## وصفه وأهميته
المشاهدات الفلكية باستقبال الأشعة السينية تبين أن عنقود الطلقة أو «عنقود الرصاصة» عبارة عن عنقودين مجريين. العنقود الكبير منهما هو الموجود على يسار الصورة وقد اصتدم به العنقود الصغير قبل نحو 100 مليون سنة وتخلله. يظهر هذا العنقود المجري الصغير (على يمين الصورة) في الصور المسجلة للأشعة السينية مثل الرصاصة، ومن هنا يأتي اسم العنقود «عنقود الطلقة».
من صفات العنقودين أن لهما كتافة عالية من المجرات، وعندما نشاهدهما اليوم فنرى ان المسافة بينهما تبلغ نحو 0,72 مليون فرسخ فلكي. وتختلف سرعاتهما الشعاعية قليلا، بحيث يمكن اعتبار أن التصادم يحدث بينهما عموديا تقريبا لصفحة السماء.
وقد عينت لعنقود الطلقة ثلاثة ظواهر طبيعية:
- توزيع المجرات (وقد تمت تلك المشاهدات بتلسكوبات الضوء المرئي)،
- توزيع البلازما، أي الغاز المتأين شديد السخونة (وهو باللون الأحمر في الصورة، وهي أرصاد لأشعة إكس، أجراها مرصد تشاندرا الفضائي للأشعة السينية،
- توزيع الكتلة وبالتالي توزيع قوة الجاذبية (أزرق في الصورة، وهو مشاهدات تأثيرات عدسة الجاذبية، وتمت تلك الأرصاد بواسطة تلسكوب هابل الفضائي، هذا التأثير ضعيف جدا وهو يظهر في شكل انحناء في أشكال مجرات الخلفية (وقد تم ذلك عن طريق إجراء تقديرات إحصائية).

وتبين تلك المشاهدات أن المكونات الرئيسية لعنقود المجرات منفصلة عن بعضها البعض بطريقة فريدة: فتوزيع الكتلة (المادة المظلمة) يتبع توزيع المجرات؛ ولكن توزيع الغاز لا يتبع هذا التوزيع، فهو متأخر عن عنقود الطلقة ويلاحقه. تلك المشاهدات تؤيد مسألة وجود مادة مظلمة وتجعل من الجرم السماوي
1E 0657−558 أحد الأجسام التي تستحق التعمق في دراستها.
وقد تمت حديثا (2010) دراسة عليه، وهي تبين أن سرعة عنقودي المجرات المتصادمين لا تتفق مع ما يتنبأ به نموذج لامبدا-سي دي إم.

## اقرأ أيضا
- منحني دوران مجرة
- أبل 520
- أبل 2218
- أبل 370
- قرص مجرة
- هالة المجرة
- عنقود الأسد المجري